# Хикмет Сулейман
Хикмет Сулейман (1889—1964) — иракский политический и государственный деятель чеченского происхождения. Премьер-министр Ирака с 29 октября 1936 по 17 августа 1937 года.
Родился в Басре, в то время находящейся ещё в составе Османской империи. По происхождению турок, принадлежал к келемёнским тюркам. Получил образование в Стамбульском университете. С 1925 по 1933 гг. занимал ряд министерских постов. В 1934 году Сулейман вошёл в национально-патриотическую организацию «Аль-Ахали» и стал одним из её лидеров.
В октябре 1936 года офицеры во главе с генералом Бакр Сидки осуществили военный переворот. После прихода к власти военной группировки Хикмет Сулейман сформировал и возглавил правительство «национальной реформы», где также занял пост министра внутренних дел. Его правительство провозгласило программу национально-демократических преобразований и приступило к её осуществлению. После выхода из правительства левых членов «Аль-Ахали» и убийства Бакра Сидки Хикмет Сулейман в августе 1937 года ушёл в отставку.